# 26. ceremonia wręczenia Złotych Globów
Złote Globy 1968 przyznawano 24 lutego 1969 roku w Beverly Hilton Hotel w Los Angeles.
Nagroda Henrietty dla popularnych aktorów: Sidney Poitier i Sophia Loren.
Nagroda im. Cecila DeMille’a za całokształt twórczości: Gregory Peck.

## Kino

### Najlepszy film dramatyczny
Lew w zimie, reż. Anthony Harvey

nominacje: 
- Charly, reż. Ralph Nelson
- Serce to samotny myśliwy, reż. Robert Ellis Miller
- Trzewiki rybaka, reż. Michael Anderson
- Żyd Jakow, reż. John Frankenheimer

### Najlepsza komedia/musical
Oliver!, reż. Carol Reed

nominacje:
- Dziwna para, reż. Gene Sacks
- Tęcza Finiana, reż. Francis Ford Coppola
- Twoje, moje i nasze, reż. Melville Shavelson
- Zabawna dziewczyna, reż. William Wyler

### Najlepszy aktor dramatyczny
Peter O’Toole – Lew w zimie

nominacje:
- Alan Arkin – Serce to samotny myśliwy
- Alan Bates – Żyd Jakow
- Tony Curtis – Dusiciel z Bostonu
- Cliff Robertson – Charly

### Najlepsza aktorka dramatyczna
Joanne Woodward – Rachelo, Rachelo

nominacje:
- Mia Farrow – Dziecko Rosemary
- Katharine Hepburn – Lew w zimie
- Vanessa Redgrave – Isadora
- Beryl Reid – Zabójstwo siostry George

### Najlepszy aktor w komedii/musicalu
Ron Moody – Oliver!

nominacje:
- Fred Astaire – Tęcza Finiana
- Jack Lemmon – Dziwna para
- Walter Matthau – Dziwna para
- Zero Mostel – Producenci

### Najlepsza aktorka w komedii/musicalu
Barbra Streisand – Zabawna dziewczyna

nominacje:
- Julie Andrews – Gwiazda!
- Lucille Ball – Twoje, moje i nasze
- Petula Clark – Tęcza Finiana
- Gina Lollobrigida – Dobranoc, signora Campbell

### Najlepszy aktor drugoplanowy
Daniel Massey – Gwiazda!

nominacje:
- Beau Bridges – Z miłości do Ivy
- Ossie Davis – Łowcy skalpów
- Hugh Griffith – Oliver!
- Hugh Griffith – Żyd Jakow
- Martin Sheen – The Subject Was Roses

### Najlepsza aktorka drugoplanowa
Ruth Gordon – Dziecko Rosemary

nominacje:
- Barbara Hancock – Tęcza Finiana
- Abbey Lincoln – Z miłości do Ivy
- Sondra Locke – Serce to samotny myśliwy
- Jane Merrow – Lew w zimie

### Najlepsza reżyseria
Paul Newman – Rachelo, Rachelo

nominacje:
- Anthony Harvey – Lew w zimie
- Carol Reed – Oliver!
- William Wyler – Zabawna dziewczyna
- Franco Zeffirelli – Romeo i Julia

### Najlepszy scenariusz
Stirling Silliphant – Charly

nominacje:
- Roman Polański – Dziecko Rosemary
- James Goldman – Lew w zimie
- Mel Brooks – Producenci
- Dalton Trumbo – Żyd Jakow

### Najlepsza muzyka
Alex North – Trzewiki rybaka

nominacje:
- John Barry – Lew w zimie
- Krzysztof Komeda – Dziecko Rosemary
- Michel Legrand – Sprawa Thomasa Crowna
- Nino Rota – Romeo i Julia
- Richard M. Sherman, Robert B. Sherman – Nasz cudowny samochodzik

### Najlepsza piosenka
Michel Legrand (muzyka), Alan Bergman (słowa), Marilyn Bergman (słowa) – „The Windmills of Your Mind” z filmu Sprawa Thomasa Crowna

nominacje:
- Riz Ortolani, Melvin Frank – „Buona Sera, Mrs. Campbell” z filmu Dobranoc, signora Campbell
- Richard M. Sherman, Robert B. Sherman – „Chitty Chitty Bang Bang” z filmu Nasz cudowny samochodzik
- Jule Styne (muzyka), Bob Merrill (słowa) – „Funny Girl” z filmu Zabawna dziewczyna
- Jimmy Van Heusen (muzyka), Sammy Cahn (słowa) – „Star” z filmu Gwiazda!

### Najlepszy film zagraniczny
Wojna i pokój, reż. Siergiej Bondarczuk  ZSRR

nominacje:
- Hańba, reż. Ingmar Bergman  Szwecja
- Panna młoda w żałobie, reż. François Truffaut  Francja
- Skradzione pocałunki, reż. François Truffaut  Francja
- Spotkałem nawet szczęśliwych Cyganów, reż. Aleksandar Petrović  Jugosławia

### Najlepszy anglojęzyczny film zagraniczny
Romeo i Julia, reż. Franco Zeffirelli  Wielka Brytania/ Włochy

nominacje:
- Benjamin, czyli pamiętnik cnotliwego młodzieńca, reż. Michel Deville  Francja
- Czekając na życie, reż. Ken Loach  Wielka Brytania
- Dobranoc, signora Campbell, reż. Melvin Frank  Wielka Brytania
- Joanna, reż. Michael Sarne  Wielka Brytania

### Najbardziej obiecujący aktor
Leonard Whiting – Romeo i Julia

nominacje:
- Alan Alda – Papierowy lew
- Daniel Massey – Gwiazda!
- Michael Sarrazin – The Sweet Ride
- Jack Wild – Oliver!

### Najbardziej obiecująca aktorka
Olivia Hussey – Romeo i Julia

nominacje:
- Ewa Aulin – Candy
- Jacqueline Bisset – The Sweet Ride
- Barbara Hancock – Tęcza Finiana
- Sondra Locke – Serce to samotny myśliwy
- Leigh Taylor-Young – Kocham cię, Alicjo B. Toklas